# Anchiphiloscia balssi
Anchiphiloscia balssi är en kräftdjursart som först beskrevs av Karl Wilhelm Verhoeff 1928.  Anchiphiloscia balssi ingår i släktet Anchiphiloscia och familjen Philosciidae. Inga underarter finns listade i Catalogue of Life.